# Gustav Friedrich Waagen
Gustav Friedrich Waagen (11 de febrero de 1794-15 de julio de 1868) fue un historiador del arte alemán. A la luz de investigaciones posteriores sus obras no tienen mucho valor en lo que respecta a crítica fidedigna, aunque son útiles como catálogos de tesoros artísticos en colecciones privadas en el momento de su recopilación. Sus opiniones fueron muy respetadas en Inglaterra, donde fue invitado a declarar ante la comisión real para indagar el estado y futuro de la The National Gallery, de la cual fue uno de los principales candidatos a director.
Murió en una visita a Copenhague en 1868.

## Biografía
Waagen nació en Hamburgo, hijo de un pintor y sobrino del poeta Ludwig Tieck. Estudio en la universidad de Hirschberg, Silesia (actualmente Jelenia Góra), se ofreció voluntario para el servicio en la campaña napoleónica de 1813-1814, y a su regreso asistió a las conferencias en la universidad de Breslavia. Se dedicó al estudio del arte, que realizó en las grandes galerías europeas, primero en Alemania, después en los Países Bajos e Italia.
Cuando vio la Copa de Licurgo https://es.m.wikipedia.org/wiki/Copa_de_Licurgo la describió como "barbárica y sin valor".
Un panfleto sobre los hermanos Van Eyck en 1832, lo llevó a su nombramiento como director del recién fundado Museo de Berlín (ahora ampliamente expandido al actual Museo Estatal) a pesar de que su interés principal eran las pinturas en el que ahora es el Gemäldegalerie, Berlín. El resultado de un viaje a Londres y París fue una importante publicación en tres volúmenes, Kunstwerke und Künstler in England und Paris (Berlín, 1837-1839), el cual se convertiría en la base para su más importante obra Los Tesoros del Arte en Gran Bretaña, traducido por Elizabeth Eastlake, (4 vols, Londres, 1854 y 1857). Estos trabajos todavía son una fuente clave para buscar la procedencia de pinturas entonces en Inglaterra. A pesar de que Waagen ha sido criticado por "experiencia errática y de aficionado" según los estándares modernos, su trabajo fue considerado de gran autoridad durante los siguientes cincuenta años.
En 1844 fue nombrado profesor de historia del arte en la Universidad de Berlín, y en 1861 fue llamado a San Petersburgo como asesor en la ordenación y nombramiento de los cuadros en la colección imperial. A su regreso publicó un libro sobre la colección del Hermitage (Múnich, 1864). Entre sus otras publicaciones se encuentran algunos ensayos sobre Rubens, Mantegna y Signorelli; Kunstwerke und Künstler in Deutschland; y Die vornehmsten Kunstdenkmäler in Wien.